# First Bank of the United States
La First Bank of the United States est une banque centrale et un des monuments de la ville de Philadelphie, sur la côte est des États-Unis, situé à l'est du Center City.

## Historique
Remplaçant la Banque de l'Amérique du Nord, elle fut fondée par le Congrès américain le 25 février 1791, avec un capital de 10 millions de dollars, sous forme de banque commerciale privée. Elle est l'œuvre d'Alexander Hamilton, premier secrétaire au Trésor des États-Unis sous la présidence de George Washington. Elle émit des billets et proposa des dépôts et prêts jusqu’au 3 mars 1811 , lorsque sa charte arriva à expiration. Stephen Girard racheta alors la majorité des actions ainsi que les bâtiments et fonda sa propre banque, la Girard Bank (qui aida à financer la guerre anglo-américaine de 1812).
Le 10 avril 1816 fut créée la Second Bank of the United States avec un capital de 35 millions de dollars. Elle remplit les mêmes missions que celle créée en 1791. En butte à des difficultés lors de la crise bancaire de 1819, elle procédait également à des achats de titres et à des réceptions de dépôts en provenance du gouvernement fédéral. Parallèlement se développa en Nouvelle-Angleterre à partir de 1825 le « système Suffolk » : la Suffolk Bank de Boston proposant un système de « clearing » pour les billets de banque. La charte de cette seconde banque prit fin le 3 mars 1836 du fait entre autres de l'opposition du président Andrew Jackson.
Le bâtiment actuel date de 1797. Il est classé National Historic Landmark.
La Bank of North America, ainsi que la First Bank of the United States et la Bank of New York ont été les premières actions négociées à la Bourse de New York.